# نقاده
نقاده نام شهر و شهرستانی در استان قنا مصر است.